# Ommatius schineri
Ommatius schineri là một loài ruồi trong họ Asilidae. Ommatius schineri được Martin miêu tả năm 1965.